# Шароєв Антон Георгійович
Антон Георгійович Шароєв (7 травня 1929, Баку — 6 жовтня 2021) — скрипаль. Організатор і керівник Київського камерного оркестру (1963-1968, 1976-1987). Заслужений діяч мистецтв УРСР (1986). Закінчив Московську консерваторію (1953) та аспірантуру при ній (1959).